# 2195 Tengström
2195 Tengström eller 1941 SP1 är en asteroid i huvudbältet som upptäcktes den 27 september 1941 av den finska astronomen Liisi Oterma vid Storheikkilä observatorium. Den har fått sitt namn efter den svenske astronomen och geodeten Erik Tengström.
Asteroiden har en diameter på ungefär 8 kilometer.